# 旧县河 (汀江)
旧县河，位于中华人民共和国福建省西南部，是汀江左岸支流，主源是发源于连城县曲溪乡黄胜村以西的湖峰溪，蜿蜒西南流至朋口镇右纳宣和溪后称朋口河，继续西南流至良增村溪口左纳莒溪后又称新泉河，继续西南流过新泉镇后进入上杭县境内后始称“旧县河”，经旧县镇，最后于临城镇坝头角注入汀江。河长112千米，河道平均比降2.5‰，流域面积1694平方千米。